# Longes
Longes – miejscowość i gmina we Francji, w regionie Owernia-Rodan-Alpy, w departamencie Rodan.
Według danych na rok 1990 gminę zamieszkiwały 654 osoby, a gęstość zaludnienia wynosiła 27 osób/km² (wśród 2880 gmin regionu Rodan-Alpy Longes plasuje się na 1018. miejscu pod względem liczby ludności, natomiast pod względem powierzchni na miejscu 355.).